# Manuel Marques de Sousa, conde de Porto Alegre
Manuel Marqués de Sousa, conde de Porto Alegre (Río Grande, 13 de junio de 1804 - Río de Janeiro, 18 de julio de 1875), conocido como O Centauro de Luvas fue un militar, político, abolicionista y monarquista brasileño. Manuel Marqués de Sousa nació en una familia rica y de tradición militar, entrando en el ejército en 1817 cuando aún era niño. Su iniciación militar se produjo durante la Invasión luso-brasileña contra el coronel mayor José Gervasio Artigas, caudillo de la provincia Oriental (territorio perteneciente a las entonces Provincias Unidas del Río de la Plata, sin embargo independiente de facto), la cual fue anexada y se convirtió en 1821 la provincia brasileña Cisplatina. Manuel Marqués de Sousa estuvo implicado durante gran parte de la década de 1820 en el esfuerzo de Brasil para mantener la provincia Cisplatina como parte de su territorio, en primer lugar durante la guerra de Independencia de Brasil y en segundo en la guerra contra las Provincias Unidas del Río de la Plata por la provincia Cisplatina. Al final, por mediación británica, esta provincia fue capaz de separarse de las tutelas argentinas y brasileñas independizándose y convirtiéndose en el Estado Oriental del Uruguay.
Pocos años después, en 1835 la provincia de San Pedro de Río Grande del Sur se rebeló en Revolución Farroupilha. El conflicto duró casi diez años y Porto Alegre lideró el ejército en varios enfrentamientos. Jugó un papel importante en salvar a la capital de la provincia de las tropas rebeldes, permitiendo que las fuerzas gubernamentales lograran un punto de apoyo clave. Porto Alegre lideró a una división brasileña en 1852 en la Guerra Platina en un ataque en contra de la Confederación Argentina que concluyó en la Batalla de Caseros. Recibió un título de nobleza y fue sucesivamente barón, vizconde y por fin conde.
En los años de la posguerra volvió su atención a la política y se retiró como teniente general, entonces el segundo más alto rango de ejército. Fue afiliado a la Partido Liberal y fue elegido diputado del Congreso en representación de San Pedro de Río Grande del Sur, Porto Alegre también fundó el partido progresista-liberal a nivel provincial -una coalición de liberales como él y algunos miembros del partido conservador-. Sirvió brevemente como ministro de Guerra. Porto Alegre regresó al servicio militar debido al estallido de la guerra de la Triple Alianza. Fue uno de los principales comandantes brasileños durante el conflicto y su participación quedó marcada por importantes victorias, además de peleas constantes con sus aliados argentinos y uruguayos.
Porto Alegre volvió a la carrera política al final del enfrentamiento. Se convirtió en un gran defensor de la abolición de la esclavitud y patrono de la literatura y la ciencia. Murió en julio de 1875 mientras servía de nuevo en el parlamento. Era muy estimado hasta la abolición de la monarquía en 1889, cayendo en la oscuridad por ser considerado muy cerca del antiguo régimen. Su reputación fue posteriormente rehabilitada hasta cierto punto por historiadores, con algunos el considerando como una de las mayores figuras militares de la historia de Brasil.

## Primeros años

### Nacimiento
Manuel Marqués de Sousa nació el 13 de junio de 1804 en Río Grande. La ciudad se encuentra en Río Grande de San Pedro, en ese entonces una capitanía en el sur de la colonia portuguesa de Brasil. Sus padres fueron Manuel Marqués de Sousa y Senhorinha Inácia da Silveira. Tenía cuatro hermanos más jóvenes: dos hermanas y dos hermanos. Su familia descendía de portugueses y era rica e influyente, siendo dueña de ranchos y grandes rebaños de ganado. Su padre y su abuelo paterno, también llamado Manuel Marqués de Sousa, eran soldados experimentados que participaron en las guerras coloniales. Su abuelo era también en ese momento el hombre más rico en la capitanía.
Río Grande de San Pedro estaba escasamente poblada y se encontraba lejos de Río de Janeiro la capital colonial, siendo así a menudo el blanco de invasiones de la colonia hispanoamericana del cercano Río de la Plata. Para la capitanía tenían que ser autosuficientes, sus habitantes vivían como comerciantes, hacendados o ganaderos, mientras que a menudo también se desempeñaron como soldados o milicianos. Dueños de grandes propiedades de tierra como el padre y el abuelo de Marqués de Sousa suministraban comida, equipamiento y protección para sí mismos y para los familiares que vivían en sus áreas de control. Sus principales fuentes de defensa eran formadas en su mayoría por trabajadores convocados para ser soldados. Marqués  de Sousa creció en un ambiente hostil, y desde sus principios escuchó historias de guerra que relataban los logros de sus familiares contra los invasores hispanoamericanos.

### Guerra contra Artigas
La familia real portuguesa huyó a Brasil en 1808 y se instaló en Río de Janeiro. Las colonias hispanoamericanas se convirtieron en blancos fáciles, ya que fueron tomadas por los disturbios y afectados por la guerra de independencia contra el Imperio español. El príncipe regente Juan (más tarde rey con el nombre de Juan VI), ordenó en 1811 la invasión de la Banda Oriental, que hacia frontera en la ahora Capitanía de San Pedro del Río Grande del Sur. El intento de conquistar la región entera fue un fracaso. El príncipe regente Juan lanzó otra invasión algunos años después en 1816, que tuvo la participación del padre y del abuelo de Marqués de Sousa. Él mismo pidió permiso a su abuelo en 1817, con sólo trece años de edad entonces, para poder luchar en la guerra. El Marqués de Sousa más viejo estuvo de acuerdo y permitió que los más jóvenes aprendieran tácticas de guerrilla a caballo cerca de la ciudad de Yaguarón.
Meses más tarde el 20 de enero de 1818, Marqués de Sousa (nieto) se unió al ejército como cadete en el 1.º Regimiento de la División de Voluntarios Real. El regimiento fue enviado a Montevideo, la ciudad más grande de la Banda Oriental. Luchó en la batalla de Pando, el 30 de marzo, y en la batalla de Manga, cerca de Montevideo el 1 de abril. Se destacó en ambos enfrentamientos y fue promovido el 24 de junio para Alférez, siendo también nombrado como ayudante del comandante general el teniente general Carlos Federico Lecor, Barón de Laguna (más tarde Vizconde de Laguna).
Años más tarde ya con cierta edad, Marqués de Sousa recordaría con cariño sobre su promoción: Nunca en mi vida me juzgué tan grande, ni experimenté tal alegría inefable... como el día que puse mis puños en las mangas de alférez "Yo caminé por las calles de la ciudad, mirándome, presumido, creyendo que todos los que miraban con admiración envidiaban mi suerte, que todas las damas enamoradas disputaban por mi mano. Permaneció en la defensa de Montevideo durante el resto del conflicto. La conquista de la Banda Oriental terminó en julio de 1821, cuando Portugal declaró el territorio como una provincia de Brasil con el nombre de Cisplatina.

### Guerra por la provincia Cisplatina
A finales de 1822 llegó a Montevideo la noticia de que Pedro, Príncipe de la Corona y heredero de Juan VI, el 7 de septiembre había declarado la independencia de Brasil y el 12 de octubre fue aclamado como emperador con el nombre de Pedro I. Marqués de Sousa fue enviado a Río de Janeiro por el Barón de Laguna a fin de jurar lealtad al nuevo monarca en nombre del ejército en el sur. El joven era una buena opción para la tarea; tenía buenas conexiones en la capital (su tío era el ministro de Guerra), era culto y bien educado. Marqués de Sousa era un hombre guapo de mediana estatura con el pelo rizado oscuro y ojos castaños. De aspecto fastidioso, siempre se preocupó por estar bien vestido, incluso en las batallas, y sus contemporáneos señalaron que él también tenía las uñas cortadas y limpias. Marqués de Sousa era alegre y galante, con una voz agradable y bien afinada en conversaciones, amplia y retumbante en el mando.
La independencia brasileña no fue totalmente bien recibida en el sur. El ejército, dirigido por el general Álvaro da Costa de Sousa de Macedo (más tarde conde de la Isla Madeira), se afianzó en Montevideo y permaneció leal a Portugal. La ciudad fue rodeada por las fuerzas comandadas por el Barón de Laguna. Marqués de Sousa sirvió bajo las órdenes de su padre, una vez más, desde que regresó de Río de Janeiro, participando en el asedio y después de luchar en la exitosa batalla de Las Piedras el 18 de mayo de 1823. Macedo y sus hombres se rindieron a principios de 1824. El final de la guerra de independencia de Brasil llegó a un alto costo para Marqués de Sousa: su padre fue envenenado misteriosamente el 21 de noviembre de 1824, dejándolo en la posición patriarca con sólo veinte años de edad (su abuelo había muerto de vejez el 22 de abril de 1822). Fue ascendido a teniente el 1 de diciembre de 1824 por sus actos de valentía durante la guerra.
Los secesionistas hispano-parlantes de la provincia Cisplatina se rebelaron unos meses más tarde, en abril de 1825. Las Provincias Unidas del Río de la Plata, en apoyo a los rebeldes orientales, declararon anexionado este territorio, con el nombre de provincia Oriental, y, en venganza, el Imperio del Brasil le declaró la guerra a los argentinos, iniciándose la Guerra argentino-brasileña. Marqués de Sousa se encontraba en ese momento en Río de Janeiro estudiando en la Real Academia de Artillería, Fortificación y Diseño, pero se le ordenó regresar a Montevideo. Muy pronto fue nombrado ayudante del brigadier Sebastião Barreto Pereira Pinto, comandante de la 1.ª División, que defendía San Pedro del Río Grande del Sur. Marqués de Sousa luchó en la derrota brasileña de la Batalla de Ituzaingó el 20 de febrero de 1827. Por sus actos de valor durante la batalla fue promovido el 20 de marzo a capitán, siendo designado 16 de agosto como ayudante del ahora Vizconde de Laguna, comandante general de las fuerzas terrestres de Brasil. Marqués de Sousa más tarde luchó en la Batalla de Camacuã el 28 de abril y participado en otros ataques pequeños. 

## Revolución Farroupilha

### Amenaza
En 1828 Brasil ya no podía mantener el esfuerzo de guerra en el sur y en abril resignó la Cisplatina, la cual se convirtió en país independiente con el nombre Estado Oriental de Uruguay. Marqués de Sousa fue enviado a Montevideo para servir bajo el Mariscal de Campo Manuel Jorge Rodrigues, quien dirigió la fuerza brasileña apostada de forma temporaria en el nuevo país. El 29 de marzo de 1829 fue ascendido a mayor graduado y el 28 de agosto del año siguiente, fue puesto al mando de la 6.ª Compañía del 4.º Regimiento de Caballería Ligera. La unidad militar se encontraba acantonada en San Pedro de Rio Grande do Sul y anteriormente había sido comandada por su padre y por su abuelo paterno.
La pacífica tregua después del conflicto en Uruguay no duró mucho. Una guerra civil estalló el 20 de septiembre de 1835 en Sao Pedro do Rio Grande do Sul. La revuelta, conocida como Revolución Farroupilha, comenzó después de que el presidente provincial Antônio Rodrigues Fernandes Braga fue depuesto de su cargo por un golpe de Estado organizado por el general Bento Gonçalves da Silva. A pesar del nombre, los rebeldes farrapos eran dueños de tierras, así como lo era Marqués de Sousa, que intentaron tomar el poder por la fuerza después de perder las elecciones. Marques de Sousa fue uno de los oficiales de la provincia que permaneció leal al depuesto presidente. Luchó en la Batalla del Arroyo Grande el 14 de octubre de 1835, donde las fuerzas rebeldes fueron derrotadas. Sin embargo, las fuerzas leales al gobierno legítimo seriamente se encontraban en menor número. Marques de Sousa y Fernandes Braga partieron a Río de Janeiro para pedir ayuda, pero el gobierno central no fue capaz de prestar gran ayuda ya que otras revueltas y disturbios habían estallado por el país. Marques de Sousa fue puesto al mando del 1.º Batallón de Cazadores, una unidad de infantería, y se embarcó el 8 de marzo de 1836 hacia Pelotas, al sur de su provincia natal, después de ser nombrado su comandante militar.
El 7 de abril de 1836 Pelotas fue sitiada y conquistada por los farrapos. Marques de Sousa fue hecho prisionero y llevado a Porto Alegre, la capital provincial, que estaba bajo control de los rebeldes desde el comienzo de la revuelta. Él fue mantenido en una presiganga (barco de prisión). Durante su encarcelamiento, con la ayuda de los ciudadanos de Porto Alegre, fue capaz de convencer a algunos soldados rebeldes que desertaran, tomando el control de la ciudad durante las primeras horas del 15 de junio y aprisionando a los farrapos restantes. Marques de Sousa rechazó a los rebeldes por tierra y mar cuando estos realizaron diversos ataques contra Porto Alegre en los días 18 a 30 de junio, y 15 a 20 de julio; de esa forma, la ciudad permaneció en manos de los lealistas por el resto del conflicto. El 18 de febrero de 1837 el gobierno imperial promovió a Marques de Sousa al rango de Mayor efectivo en reconocimiento a su vital papel en estos acontecimientos. La relación de fuerzas se volcó contra los farrapos tan sólo unos meses después de que estos declararan la independencia de Rio Grande do Sul el 11 de septiembre de 1836. A pesar de entusiasmarse por sus éxitos iniciales, los rebeldes no lograron alcanzar el control total de la provincia.

### Pacificación
El largo y arduo camino entre Pelotas y Porto Alegre más las dificultades que enfrentó en la presiganga tuvo un enorme impacto en su salud: sufrió de reumatismo y de artritis por el resto de su vida. Con Puerto Alegre asegurada, Marques de Sousa recibió una licencia para recuperarse. Viajó a Europa a mediados de 1837 para su tratamiento. Después de un año fuera y aún sintiéndose mal, Marques de Sousa volvió y se aisló en Porto Alegre. El 20 de agosto de 1838 fue ascendido a teniente coronel graduado. Volvió al servicio activo apenas a principios de 1840, luego de haber sido promovido a teniente coronel efectivo el 2 de diciembre de 1839 y nombrado comandante del 2.º Regimiento de Caballería Ligera. Sin embargo, la guerra contra los farrapos continuó y Marques de Sousa encontró y derrotó a los rebeldes el 16 de septiembre de 1841 en la batalla de Várzea do Varejão. El 27 de marzo de 1842 fue ascendido nuevamente, y recibió los despachos de Coronel.
El curso del conflicto dio un giro radical en 1842 cuando el gobierno envió al brigadier Luís Alves de Lima e Silva, barón de Caxias (posteriormente duque de Caxias) para poner fin a la revuelta. Marques de Sousa, probablemente, se reunió Caxias durante la breve visita que este había realizado en la provincia en 1839 como parte de la comitiva del ministro de la Guerra. Ellos después terminaron por mantener una correspondencia amistosa. Marques de Sousa fue removido de su cargo en el 2.º Regimiento de Caballería Ligera y se lo colocó en el mando de la 7.ª Brigada, que fue parte de la primera división. Esta brigada estaba formada por su antiguo regimiento de caballería y una Guardia Nacional de caballería.
A diferencia de sus predecesores que eran notables por su inercia, Caxias fue a la ofensiva desde el principio. Marques de Sousa atacó la capital rebelde Piratiní en julio de 1843, encontrando que había sido totalmente abandonados por los suelos. De allí se marchó a Pelotas y recapturó la ciudad que se había perdido en 1836. Se libró una pequeña escaramuza rebelde el 2 de diciembre cerca del principal campo imperial. Marques de Sousa se quedó en la protección del pueblo de São Gabriel durante la mayor parte de 1844. Los trapos se ejecutan entiempo y comenzaron a pedir la paz. Caxias escogió a Marques de Sousa para llevar a un representante rebelde hasta Río de Janeiro para discutir un acuerdo de paz, llegando el 12 de diciembre. Un compromiso fue alcanzado y la guerra llegó a su fin el 1 de marzo de 1845.

## Guerras y política

### Guerra Platina
La Asamblea Provincial de San Pedro de Río Grande del Sur había sido clausurada en 1837 y ninguna elección ocurrió debido a la Revolución Farroupilha. Al final del conflicto, Marques de Sousa se postuló como diputado provincial en 1845 y fue elegido para la legislatura que abrió sesiones en 1846, pero no era afiliado a ningún partido. Se casó el 28 de noviembre de 1846 con María Balbina Alvares da Gama, hija de José Maria da Gama Lobo d'Eça (futuro barón de Saicã). La única hija de la pareja, María Manuela de Gama Marques, nació menos de un año y medio después. Marques de Sousa fue ascendido a brigadier graduado el 14 de marzo de 1847 y fue colocado al mando de la 2.ª Brigada de Caballería hasta abril del año siguiente. Más tarde fue ascendido a brigadier efectivo el 14 de agosto de 1850. Su esposa murió el 11 de junio de 1851 durante el nacimiento de un niño muerto, dejándolo solo para cuidar de su hija de tres años.
Un mes después, el 18 de agosto. El brigadier Juan Manuel de Rosas, gobernador de Buenos Aires y dictador de la Confederación Argentina, declaró la guerra al Brasil y comenzó la Guerra Platina. El 27 de julio de 1844 Marques de Sousa había sido advertido por el baràn de Caxias sobre la posibilidad de un conflicto armado entre los dos países. El gobierno brasileño se había preparado para la amenaza y formó una alianza anti-rosista con Uruguay y las provincias argentinas disidentes de Corrientes y Entre Ríos, estas últimas lideradas por el gobernador de esta última provincia, brigadier Justo José de Urquiza. El control del gobierno legal de Uruguay, llamado gobierno Gobierno de la Defensa, desde hacía nueve años se encontraba reducido a la sitiada ciudad de Montevideo, ya que los arrabales de esta ciudad y la campaña uruguaya se encontraba bajo dominio del rebelde brigadier Manuel Oribe, líder del partido Blanco y aliado del general Rosas, el cual apoyó al jefe rebelde con tropas que destacó en el sitio. El conde de Caxias fue nombrado el comandante en jefe de las fuerzas terrestres brasileñas (16.000 hombres de las tres armas) y este colocó a Marques de Sousa al mando de la 2.ª Brigada, que formó parte de la 2.ª División. El ejército brasileño ingresó a Uruguay en septiembre, un mes y medio después que las fuerzas entrerriano-correntinas del general Urquiza entraran a territorio uruguayo. El 17 de noviembre, mientras que el ejército estaba acampado en el pueblo de Santa Lucía, cerca de Montevideo, Marques de Sousa fue promovido para el mando de la 1.ª División. La elección hecha por Caxias, fue polémica ya que había dos oficiales de mayor graduación al frente de la línea y fueron ignorados porque ser extranjeros.
Concluida de manera victoriosa la campaña en Uruguay y en vista de las próximas operaciones tendientes a la caída final del general Rosas, los aliados decidieron dividir sus fuerzas en dos: una fuerza multinacional denominada Ejército Grande, fuerte de 28.000 hombres, compuesta en su gran mayoría por argentinos y en la que formaba parte la 1.ª División del ejército brasileño (3.000 infantes, dos unidades de artillería y un regimiento de caballería), y comandada por el general Urquiza, y una segunda fuerza, denominada Ejército de Reserva, compuesta enteramente de brasileños, fuerte de 12.000 hombres, comandados por Caxias. El Ejército Grande, luego de reconcentrase en Diamante (Entre Ríos), cruzó el río Paraná y ingresó a la provincia de Santa Fe, la cual cambió de bando y brindó apoyo a las fuerzas antirosistas. El Ejército Grande, ahora con 30.000 hombres, invadió la provincia de Buenos Aires, dividido en una fuerte vanguardia (de más de 10.000 hombres, en la se incluyó al 2° Regimiento de Caballería de la 1.ª División del ejército brasileño, al mando del teniente coronel Manuel Luis Osorio con 550 hombres), al mando del mismo Urquiza, y en el grueso del ejército (de casi 20.000 hombres, en la se incluyó al resto de la 1.ª División del ejército brasileño), comandado por el mayor general del Ejército Grande, coronel mayor Benjamín Virasoro, gobernador de la provincia de Corrientes. El brigadier Marques de Sousa lideró su división junto con tropas argentinas y uruguayas. Se sentía muy incómoda la larga marcha a Buenos Aires. El jefe brasileño había pasado su vida hasta aquel momento luchando contra hispanoamericanos y ahora marchaba como su aliado. Marques de Sousa no confiaba en ellos, y ellos no confiaban en él. La única persona que compartió sus pensamientos siendo de una forma reservada, fue el teniente coronel Domingo Faustino Sarmiento (a cargo de la imprenta volante de Ejército Grande y futuro presidente de Argentina): Nosotros (los brasileños) formamos aquí un grupo separado, no hablamos con nadie, nadie se acerca a nosotros y podemos decir que caminamos entre enemigos. Finalmente el Ejército Grande se enfrentó al ejército de Rosas, el 3 de febrero de 1852 en la Batalla de Caseros. Los aliados obtuvieron la victoria y Rosas huyó al Reino Unido; Marques de Sousa adquirió su carruaje como un trofeo.

### Líder de partido
El 3 de marzo de 1852, Marques de Sousa fue ascendido a Mariscal de Campo y recibió del emperador Pedro II el título noble de Barón de Porto Alegre. Fue una recompensa por su victoria en Monte Caseros, pero también un reconocimiento por su papel vital de la retomada de la ciudad de Porto Alegre en 1836 durante la Revolución Farroupilha. Sus logros eran muy bien conocidos en Brasil. El 26 de junio, después de su regreso a casa, Marques de Sousa reemplazó a Caxias como comandante en jefe del ejército. Poco después, el 24 de septiembre, Porto Alegre (como Marques de Sousa sería conocido de ahí en más) fue apartado del puesto y nombrado Comandante de Armas de San Pedro del Río Grande del Sur, posición que mantuvo hasta el 5 de marzo de 1853 cuando pidió ser licenciado.
Como uno de los mayores propietarios de San Pedro del Río Grande del Sur, y ahora héroe de guerra, Porto Alegre, en 1852 se creía que podía conseguir un lugar en el Senado, pero su candidatura falló. El emperador acabó eligiendo uno de sus rivales como senador a partir de una lista que contenía el nombre de los candidatos más votados. Durante la campaña fundó y se convirtió en el jefe del partido progresista-liberal, una coalición provincial que tenía a sus miembros de los dos partidos nacionales: el Partido Liberal (del cuales fue parte Porto Alegre) y el Partido de la Orden (conocida entonces cada vez más como el Partido Conservador). Su vida personal ha mejorado muchísimo para casarse el 11 de junio de 1855 con Bernardina Soares de Paiva, 35 años menor que él. El matrimonio fue feliz y tuvieron dos hijas, María Bernardina Clara en 1860 y en 1873. Porto Alegre tuvo una hija ilegítima llamada María Manuela Marques en el período entre sus dos matrimonios, pero más tarde legitimó. Porto Alegre pidió y consiguió el retiro militar el 7 de julio de 1856 y se lo ascendió a teniente general, en ese momento era el segundo más alto rango del ejército brasileño.
Luego llegó la oportunidad de subir de la política provincial a la nacional. Honório Carneiro Leão, marqués de Paraná, Presidente del Consejo de Ministros (primer ministro), se enfrentaba a una enorme oposición en el próximo Parlamento de su propio Partido Conservador. Paraná sabía que los principios partidarios eran ignorados y vistos como irrelevantes en los niveles provincial y local. El gabinete por sí solo podría utilizar patrocinio para adquirir el apoyo de los líderes locales para sus candidatos nacionales, incluida la provincia de San Pedro del Río Grande del Sur. Porto Alegre fue un liberal aliado de los conservadores de su provincia. Prometió apoyo a Paraná y fue elegido en 1857 como diputado, siendo reelegido en 1860.
Fundó el 19 de febrero de 1860, el Instituto Histórico y Geográfico de la provincia de San Pedro y fue su primer y único presidente. El Instituto fue de corta duración y terminó cuatro años más tarde en 1864. Porto Alegre fue uno de los liberales en 1862, junto con algunos conservadores disidentes, fundó la Liga Progressista, un partido nuevo que sustituyó al partido liberal. Fue nombrado ministro de Guerra el 24 de mayo como un miembro de la primera gabinete progresivo dirigido por Zacarias de Góis e Vasconcelos. Sin embargo, el gabinete dejó el poder después de sólo seis días a causa de un voto de no confianza. La Cámara de Representantes se disolvió en 1863 y se convocaron nuevas elecciones, con Porto Alegre siendo reelegido y sirviendo hasta 1866.

## Guerra de la Triple Alianza

### Sitio de Uruguayana
El presidente paraguayo Francisco Solano López ordenó en diciembre de 1864 la invasión de la provincia brasileña de Mato Grosso (actual Estado de Mato Grosso do Sul), comenzando la guerra de la Triple Alianza. Cuatro meses más tarde, las tropas paraguayas invadieron la provincia argentina de Corrientes, en preparación para un ataque a San Pedro de Río Grande del Sur. La situación en esa provincia fue caótica y los comandantes militares locales fueron incapaces de montar una resistencia efectiva contra el Paraguay. Porto Alegre se ofreció para volver al servicio activo y el 21 de julio de 1865, el gobierno le dio el mando de todas las fuerzas de tierra de San Pedro de Río Grande del Sur. Se dirigió a Uruguayana, una pequeña ciudad situada en el oeste de la provincia brasileña y fronteriza con Argentina donde un ejército paraguayo estaba rodeado por una fuerza combinada de unidades brasileñas, argentinas y uruguayas.
Porto Alegre tomó el mando del ejército brasileño en Uruguayana el 21 de agosto de 1865. Desde el principio tuvo una relación complicada con sus aliados, el brigadier Bartolomé Mitre, presidente de Argentina, y el brigadier Venancio Flores, presidente de Uruguay, que comandaban sus respectivos ejércitos. Los años no habían disminuido el preconcepto que Porto Alegre sentía por hispanoamericanos; por el contrario, habían empeorado. Flores sugirió el 2 de septiembre un ataque inmediato en Uruguayana, una opción rechazada por Porto Alegre y el vicealmirante Joaquim Marques Lisboa, Vizconde de Tamandaré (más tarde marqués de Tamandaré), comandante en jefe de la Marina de Brasil. Tamandaré era primo hermano de Porto Alegre; sus madres eran hermanas. Cuando Flores dijo que podría derrotar al ejército paraguayo solo, fue objeto de burlas por los dos oficiales brasileños.
Desde que había llegado en Uruguayana, el general Mitre reivindicó su posición de comandante en jefe de todas las fuerzas aliadas que se encontraban participando del cerco (una preposición que Porto Alegre se rehusó vehemente a reconocer). Recordó al presidente argentino que, de acuerdo con el Tratado de la Triple Alianza, el ejército imperial estaría dirigido por un oficial brasileño mientras se encontrase en suelo brasileño. Porto Alegre diría más tarde: Prefiero responder a una corte marcial en lugar de someterme, en nuestro territorio, al mando de un general extranjero. La disputa fue temporalmente colocada de lado cuando Pedro II llegó personalmente al frente. El emperador resolvió la disputa al sugerir que el ejército aliado fuese dividido en tres fuerzas, una liderada por Porto Alegre y las otras dos lideradas por Mitre y Flores. La sitiada guarnición paraguaya se rindió el 18 de septiembre sin mayores derramamientos de sangre.

### Ofensiva en Paraguay
Los aliados invadieron Paraguay en abril de 1866, pero su avance fue bloqueada después de algunos éxitos iniciales de la fortaleza de Humaitá y otras fortificaciones a lo largo del río Paraguay. Inicialmente Porto Alegre se quedó en San Pedro del Río Grande del Sur con el segundo Cuerpo del Ejército Brasileño. Mitre, ya fuera del territorio brasileño, fue reconocido como el comandante en jefe aliado y planeó usar el ejército de Porto Alegre para marchar a través del territorio paraguayo por la retaguardia y rodear a Humaitá. Como resultado de una sugerencia de Tamandaré (a pesar de que el presidente argentino no emitió órdenes para un movimiento) Porto Alegre colocó a su ejército en barcos brasileños y los llevó a las posiciones ya ocupadas por las tropas aliadas.
Recibió instrucciones de Mitre el 18 de agosto para atacar el Fuerte de Curuzú en una operación que se lleva a cabo bajo el mando de Tamandaré. Sin embargo, Porto Alegre se negó a aceptar el mando de su primo bajo el argumento que ambos tenían la misma patente, advirtiéndole que operaría por su cuenta en Curuzú. No fue capaz de someter sus fuerzas a una orden extranjera y no estaba dispuesto a aceptar órdenes emitidas por un aliado. La situación no mejoró incluso cuando los dos primos encontraron algo en común en su disgusto por el comandante brasileño del 1.er Cuerpo de Ejército Brasileño, el mariscal de campo Polidoro Jordão (futuro Vizconde de Santa Teresa). Polidoro Jordão era conocido por apoyar a Mitre y ser miembro del Partido Conservador mientras que Porto Alegre y Tamandaré eran progresistas.
Porto Alegre, que en agosto había elevado a vizconde, dirigió un asalto anfibio al Fuerte de Curuzú que duró desde el día 1 al 3 de septiembre. Sus fuerzas acabaron victoriosas en la Batalla de Curuzú. Con la llegada de gran parte del Ejército Argentino a Curuzú, el ejército aliado argentino-brasileño, al mando del general Mitre, se dirigió luego al Fuerte de Curupayty, el cual, junto al de Curuzú formaba parte de la defensa externa de Humaitá. La Batalla de Curupayty que siguió el 22 de septiembre acabó en una derrota masiva de las fuerzas aliadas. Los líderes de la Triple Alianza se culparon unos a otros por el fracaso, pero Porto Alegre prácticamente solo criticaba a Mitre:Aquí está el resultado de la falta de confianza del gobierno brasileño en sus generales y de la entrega de sus ejércitos a generales extranjeros. Para finalizar los conflictos internos, Brasil puso al duque de Caxias a cargo de todas las fuerzas brasileñas en Paraguay. Anteriormente amigos, Porto Alegre y Caxias (Partido Conservador) se fueron distanciado debido a la política. Tamandaré fue sustituido en la Marina por el vicealmirante Joaquim José Inácio (futuro Vizconde de Inhaúma y miembro del Partido Conservador), pero Porto Alegre permaneció al mando del 2.º Cuerpo.
Los paraguayos realizaron un ataque sorpresa contra el campamento aliado en Tuyutí poco antes del amanecer del 3 de noviembre de 1867, rompiendo las líneas argentinas. Cuando Porto Alegre vio al caos (soldados argentinos huyendo y paraguayos dentro del perímetro brasileño-) él gritó: ¡Aquí muere hasta el último brasileño! Durante la Segunda Batalla de Tuyuti, como se le denominó, luchó con su sable en combate cuerpo a cuerpo y perdió dos caballos. Porto Alegre y sus tropas, en una desventaja de tres a uno, impidieron el avance paraguayo y obligaron a la retirada del enemigo. Se sintió muy mal de salud e incapaz de montar en el caballo por un mes, Porto Alegre fue retirado del mando el 27 de enero de 1868. Regresó a San Pedro del Río Grande del Sur y fue elevado a conde algunos meses después.

## Vuelta a la política y muerte
Un gabinete progresista liderado por Zacarías de Góis renunció el 16 de julio de 1868 tras una crisis política y Pedro II pidió a los conservadores formar un nuevo gobierno. Como siempre ocurría cuando un partido regresaba al poder, se realizaron nuevas elecciones, pero fueron marcadas por fraudes. Las dos alas principales de la Liga Progressista (los progresistas, a las que Porto Alegre pertenecía, y los históricos) dejaron de lado sus diferencias y quedaron más disciplina en unidad, renombrando al partido como Partido Liberal. La guerra había impedido que nuevas elecciones fueran realizadas en San Pedro de Río Grande del Sur en 1866, cuando terminó el mandato de diputado de Porto Alegre. Como se esperaba, no fue reelegido en las elecciones de 1869 organizadas por el Partido Conservador. Porto Alegre entonces volvió su atención hacia la organización de un reducto liberal en su provincia natal. Se convirtió en el presidente del consejo de administración liberal San Pedro de Río Grande del Sur, después de una solicitud del Centro Nacional Liberal.
En la misma época, Porto Alegre se enfocó en otros dos proyectos: el primero vino de su duradero interés en promover la literatura y las ciencias, y el segundo y más ambicioso era luchar por la gradual abolición de la esclavitud. Pedro II solicitó abiertamente la erradicación gradual de la esclavitud en su Discurso del Trono de 1867, Porto Alegre fue uno de los pocos que lo apoyó, enviándole una carta de felicitación por la iniciativa. La Sociedad Partenón Literario, sucesor espiritual para el Instituto Histórico y Geográfico de la provincia de San Pedro, se estableció el 18 de junio de 1869 y Porto Alegre fue convertido en un miembro honorario. Este, que ya había comenzado un paulatino plan de ir liberando a sus propios esclavos, sugirió durante una de sus sesiones la creación de una asociación civil dedicada a la abolición de la esclavitud. Su idea no sólo fue bien recibida, sino que acabó haciéndose realidad. La Sociedad Libertadora fue fundada el 29 de agosto y Porto Alegre fue elegido como su presidente, siendo su principal objetivo la compra de la libertad de niños esclavos.
Porto Alegre fue elegido diputado en 1872, asumiendo el cargo el mismo año. José Maria da Silva Paranhos, vizconde de Río Branco, dirigió un gabinete conservador que enfrentó gran oposición de sus propios partidarios. Para ampliar su base de apoyo, Rio Branco organizó las elecciones de 1872 a fin de ganar más espacio para su gabinete, apoyando incluso a miembros del Partido Liberal como Porto Alegre. Porto Alegre vivía en un hotel mientras que actuaba como diputado. Pasó su tiempo o en las sesiones del parlamento o en la casa de su hermana Joaquina Marques de Sousa, que se había casado con un miembro influyente de la familia Carneiro Leao. Se cayó de su cupé, mientras estaba en la casa de su amigo João Lustosa da Cunha Paranaguá (futuro marqués de Paranaguá). La herida generó en absceso y luego en gangrena. A pesar del dolor él poco se quejaba, solo decía: Esto es de más. Porto Alegre murió a las 7 de la mañana del día 18 de julio de 1875. Su cuerpo recibió los honores solemnes en función de su posición en las ciudades de Río de Janeiro, Río Grande y finalmente Porto Alegre. Entre los hombres que llevaron su ataúd en Río de Janeiro fueron Caxias, Río Branco, Tamandaré y Irineu Evangelista de Sousa, vizconde de Mauá. Fue enterrado en el cementerio de la Santa Casa de Misericordia de Porto Alegre.

## Legado
Porto Alegre fue admirado durante su vida y después por algún tiempo. Felisberto Caldeira Brant Pontes, 2.º vizconde de Barbacena, pensó Marques de Sousa era el tipo de soldado más brillante: heroico y patriótico. El Barón de Río Branco dijo que era uno de los guerreros más distinguidos de Brasil. Alfredo Maria Adriano d'Escragnolle Taunay, vizconde de Taunay, lo consideraba como ungran guerrer. Casi diez años después de su muerte, un monumento de mármol fue inaugurado el 1 de febrero de 1885 en Porto Alegre. La celebración fue acompañada de un público agradecido y un saludo de artillería, incluso con la presencia de Isabel, princesa imperial y heredera de Pedro II y su esposo el príncipe Gaston de Orleans, conde de Eu.
La caída de la monarquía en 1889 trajo grandes cambios en la forma en que los pasados acontecimientos eran vistos. Los tropas fueron reconsideradas como héroes en Río Grande del Sur y Porto Alegre se convirtió en un símbolo de una embarazosa del antiguo régimen. Las memorias de otros oficiales militares contemporáneos suyos fueron sometidas a un revisionismo, incluida la de Caxias. Después de la muerte de Porto Alegre una placa de mármol con la inscripciónAquí nació el digno Conde de Porto Alegre fue colocada en la entrada de la casa donde había nacido. La placa fue removida por el dueño de la propiedad en 1893 y dejada para deteriorarse. A finales de la década de 1890, el historiador Alfredo Ferreira Rodrigues lamentó que era el'testimonio del paso de gratitud de un día y de la indiferencia, del abandono, de la ingratitud en que nosotros, un pueblo sin educación cívica, sabemos valorar los servicios de grandes hombres del pasado. A pesar de que el ejército han recordado a Caxias y celebrado su centenario en 1903, en Porto Alegre en 1904 pasó desapercibido.
El trabajo de algunos historiadores restauró hasta cierto punto la reputación de Porto Alegre. Heitor Lira dijo que Porto Alegre fue ciertamente un oficial de gran valor. Antonio da Rocha Almeida consideró que era uno de los soldados más grandes de Brasil. Gustavo Barroso consideró que como la figura militar más grande en Brasil después de Caxias y Osorio. Laytano de Dante dijo que era uno de los líderes militares más brillantes de la historia de Brasil. Porto Alegre recibió el 16 de octubre de 1974, el más pequeño honor de ser nombrado como el patrón del 8.º Regimiento de Caballería, que fue nombrado "regimiento Conde de Porto Alegre".